# Armistice de Lyon
À ne pas confondre avec le traité de Lyon qui mit fin en 1601 à la  guerre franco-savoyarde (1600-1601).
L'armistice de Lyon est un accord conclu le 31 mars 1504 entre le roi de France Louis XII et le roi d'Aragon Ferdinand II, époux de la reine de Castille Isabelle Ire. Cet accord met fin aux hostilités de la troisième guerre d'Italie (1501-1504), dont l'enjeu principal était le royaume de Naples.
Il est confirmé par un traité d'alliance entre la France d'une part, l'Aragon et la Castille d'autre part, conclu en juillet 1504 à Medina del Campo (royaume de Castille).

## Contexte

### Débuts de la troisième guerre d'Italie (1501-1503)
Ferdinand II d'Aragon est issu de la maison de Trastamare. Quand il devient roi d'Aragon en 1479, il devient aussi roi de Sicile (royaume de Sicile insulaire).
Le royaume de Naples (formellement : royaume de Sicile péninsulaire), sur lequel les rois de France Charles VIII puis Louis XII ont des prétentions en tant qu'apparentés à la maison d'Anjou-Sicile, est alors détenu par une branche cadette de la maison de Trastamare : en 1501, le roi de Naples est Frédéric Ier (1452-1504).
D'abord alliés pour conquérir le royaume de Naples et en chasser Frédéric Ier (qui en compensation est fait duc d'Anjou), Louis et Ferdinand occupent chacun une partie du royaume en 1501. 
Puis les relations deviennent conflictuelles, certains territoires faisant l'objet de contestations entre les troupes d'occupation.  

### L'échec du traité de Lyon du 5 avril 1503
Des pourparlers ont lieu au début de 1503 entre les émissaires de Louis XII et Philippe le Beau, , duc de Bourgogne (en titre), qui est alors à la tête de l'État bourguignon (comté de Bourgogne et Pays-Bas bourguignons), mais aussi beau-fils des Rois catholiques. Elle aboutit au traité de Lyon (es) (5 avril 1503). 
Mais Ferdinand refuse ensuite la ratification et la guerre reprend. 

### La victoire aragonaise (1503-1504)
Les troupes aragonaises commandées par Gonzalve de Cordoue prennent le dessus, notamment au Garigliano (29 décembre 1503). Les Français sont contraints d'abandonner Naples, puis Gaète (1° janvier 1504). 
Les négociations reprennent dans un rapport des forces clairement en faveur du roi d'Aragon.

## Contenu de l'armistice de 1504
Louis XII renonce à ses prétentions sur le royaume de Naples au profit du roi d'Aragon, qui se déclare neutre en ce qui concerne le duché de Milan et la république de Gênes (occupés par l'armée française). 

## Suites
Cet armistice est suivi d'un traité d'alliance (rédigé en latin), signé le 15 juillet 1504 à Medina del Campo entre Louis XII, Ferdinand d'Aragon et Isabelle de Castille. Louis XII confirme sa renonciation au royaume de Naples.
En décembre 1504, trois traités sont signés à Blois entre Louis XII, Maximilien d'Autriche et Philippe le Beau.

## Conséquences
La troisième guerre d'Italie a donc pour résultat l'installation du roi d'Aragon à Naples, lui permettant de réunifier les « Deux-Siciles », l'insulaire et la péninsulaire. 
Ce royaume réunifié des Deux-Siciles devient une possession des rois d'Espagne jusqu'en 1713, d'abord aux mains des Habsbourg d'Espagne (Charles Quint, petit-fils de Ferdinand et d'Isabelle, puis ses descendants), puis, à partir de 1700, du petit-fils de Louis XIV, Philippe V.